# Лонке (Гродзиський повіт)
Лонке (пол. Łąkie) — село в Польщі, у гміні Раконевиці Гродзиського повіту Великопольського воєводства.
Населення — 675 осіб (2011).
У 1975-1998 роках село належало до Познанського воєводства.

## Демографія
Демографічна структура станом на 31 березня 2011 року:
|          | Загалом | Допрацездатний вік | Працездатний вік | Постпрацездатний вік |
| -------- | ------- | ------------------ | ---------------- | -------------------- |
| Чоловіки | 326     | 74                 | 219              | 33                   |
| Жінки    | 349     | 87                 | 193              | 69                   |
| Разом    | 675     | 161                | 412              | 102                  |